# 경인선 (배우)
경인선(慶仁善, 1960년 10월 1일 ~ )은 대한민국의 배우이다. 1978년 제2회 미스 롯데 선발대회에서 2위로 입선했다.

## 학력
- 명지대학교 식품영양학 학사
- FIDM 대학교

## 경력
- 1978년 제2회 미스 롯데 선발대회 2위
- 1978년 TBC 20기 공채 탤런트

## 연기 활동

### 텔레비전 드라마
| 연도      | 방송사 | 제목                   | 배역                               | 비고            |
| --------- | ------ | ---------------------- | ---------------------------------- | --------------- |
| 1978      | TBC    | 여자의 얼굴            |                                    |                 |
| 1979      | TBC    | 사랑도 미움도          |                                    |                 |
| 1989      | KBS2   | 일출                   |                                    |                 |
| 1990      | KBS2   | 대추나무 사랑걸렸네    | 최 마담(최길자)                    |                 |
| 1994      | MBC    | 사랑을 그대 품안에     | 김 비서                            |                 |
| 1995      | MBC    | 아파트                 | 동네 주민                          |                 |
| 1996      | MBC    | 아이싱                 |                                    |                 |
| 1997      | KBS1   | 초원의 빛              | 옥자                               |                 |
| 1997      | MBC    | 별은 내 가슴에         | 보조 디자이너                      |                 |
| 1997      | MBC    | 그대 그리고 나         |                                    |                 |
| 1998      | KBS1   | 왕과 비                | 안순왕후 한씨                      |                 |
| 1998      | MBC    | 해바라기               | 신경외과 병동 수간호사 박순덕      |                 |
| 1999      | EBS1   | 네 꿈을 펼쳐라         | 소라 모                            |                 |
| 1999      | MBC    | 사랑해 당신을          | 급식 아줌마                        |                 |
| 1999      | KBS2   | 부부클리닉 사랑과 전쟁 |                                    |                 |
| 2000      | KBS1   | 좋은걸 어떡해          |                                    |                 |
| 2001      | MBC    | 호텔리어               | 호텔 룸메이드                      |                 |
| 2001      | KBS2   | 잘난 걸 어떡해         |                                    |                 |
| 2001      | KBS2   | 아버지처럼 살기 싫었어 |                                    |                 |
| 2003      | ITV    | 그래서 이웃사촌        |                                    |                 |
| 2003      | SBS    | 술의 나라              | 오혜란                             |                 |
| 2003      | MBC    | 성녀와 마녀            | 최연순                             |                 |
| 2006      | KBS2   | 아줌마가 간다          | 순정                               |                 |
| 2007      | SBS    | 사랑하기 좋은 날       | 이모                               |                 |
| 2007      | MBC    | 이산                   | 막선                               |                 |
| 2009      | MBC    | 잘했군 잘했어          | 봉숙                               |                 |
| 2009      | KBS2   | 다 줄거야              | 배금자                             |                 |
| 2010      | SBS    | 산부인과               | 안경우의 큰 고모                   |                 |
| 2011~2012 | MBC    | 애정만만세             | 어린 변주리를 파양한 남자의 여동생 |                 |
| 2011      | KBS1   | 당신뿐이야             |                                    |                 |
| 2011      | KBS1   | TV 문학관 - 엄지네     | 동순                               |                 |
| 2012      | 채널A  | 《불후의 명작          | 권소연                             |                 |
| 2013      | KBS1   | 지성이면 감천          | 재성네 가사 도우미                 |                 |
| 2014      | SBS    | 《강구 이야기          |                                    |                 |
| 2014      | KBS1   | 당신만이 내사랑        |                                    |                 |
| 2017      | KBS2   | 내 남자의 비밀         |                                    |                 |
| 2021      | KBS2   | 빨강구두               | 소옥경                             | 1회 ~ 71회 출연 |

### 영화
- 1981년 《하얀 미소》
- 2002년 《남자 태어나다》 - 사랑 모 역
- 2013년 《청야》 - 지윤 모 역
- 2019년 《힘을 내요, 미스터 리》 - 막장 드라마 화자 역
- 2021년 《차인표》 - 인선 역

## 연기 외 활동

### 텔레비전 프로그램
- 2011년 EBS 1TV 《TV로 보는 원작동화》 - 정아 이모 역

## 음반 활동

### 정규
- 1981년 《잊어야 해》
  - 〈잊어야 해〉
  - 〈끝없는 사랑〉
  - 〈당신〉
  - 〈곡예사의 첫사랑〉
  - 〈추억의 꽃〉
  - 〈그래〉
  - 〈춤을 춰요〉
  - 〈상처〉

### 참여
- 1986년 《만화노래 총집합 1집》
  - 〈숲속의 요정〉